# Tygiel

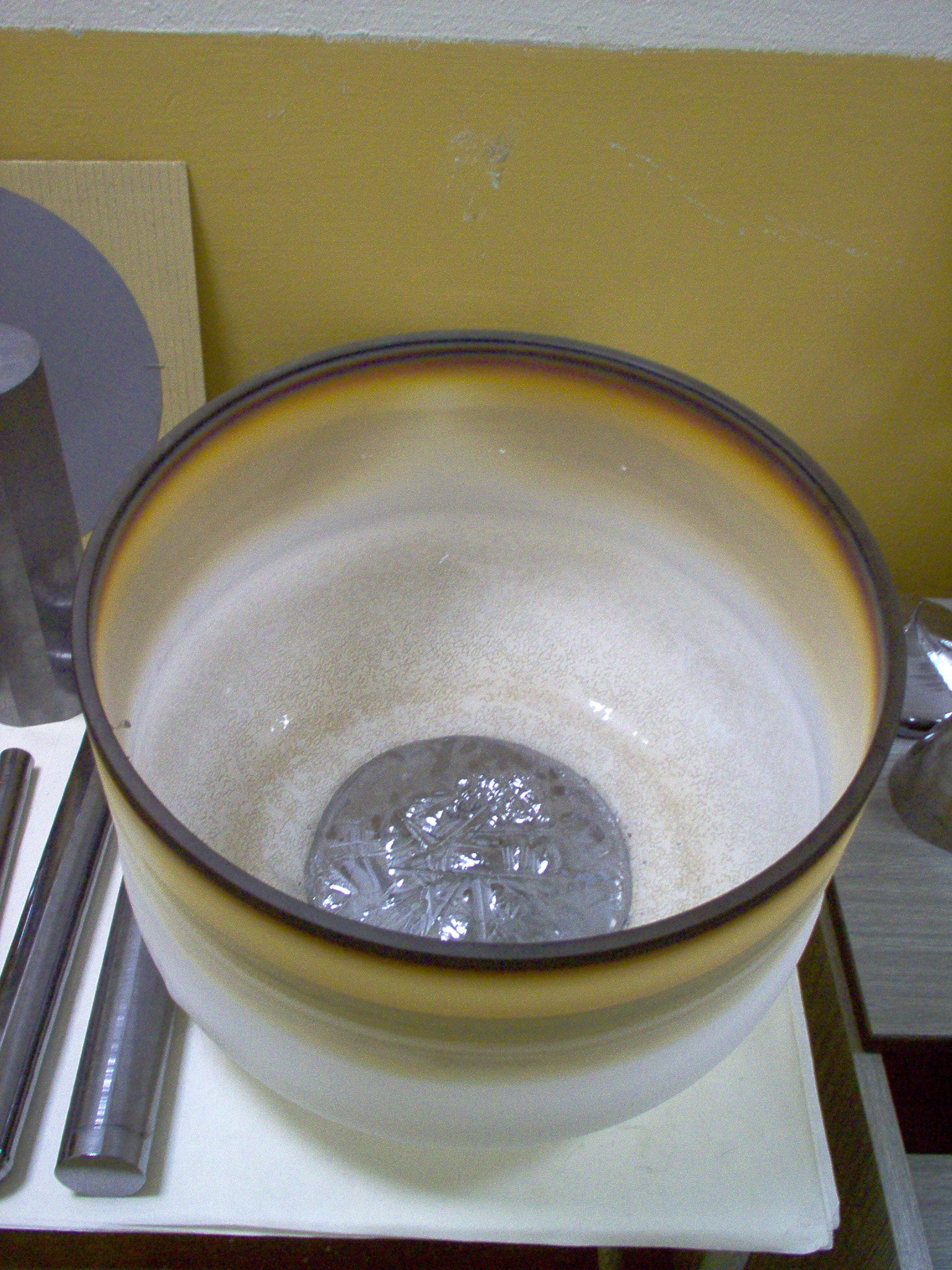
tygiel porcelanowy

Tygiel laboratoryjny – sprzęt laboratoryjny o kształcie zbliżonym do kubka, zwykle sprzedawany razem z pokrywką, który służy do wykonywania operacji na substancjach stałych wymagających stosowania wysokiej temperatury, np. pirolizy, suchej destylacji, stapiania metali, wyprażania do suchej masy itp. Wykonywane są zwykle ze specjalnych gatunków porcelany, kwarcu, grafitu lub metali o wysokiej temperaturze topnienia i inertnych chemicznie, takich jak srebro lub platyna. Do przenoszenia tygli służą specjalnie wyprofilowane szczypce. Tygle wykorzystuje się m.in. w analizie ilościowej i mikroanalizie.

Przykład użycia tygla

Np. przy oznaczaniu zawartości krzemu w próbce, wsypuje się do tygla (A na rysunku) niewielką, ale dokładnie odmierzoną ilość substancji, dodaje się do niej dużą ilość kwasu siarkowego, po czym wstawia się całość do specjalnego statywu (B) i ostrożnie się ogrzewa całość delikatnie mikropalnikiem Bunsena (C), aż do uzyskania stałego produktu, którym w tych warunkach jest krzemionka. Następnie zamyka się tygiel pokrywką i praży substancję w wysokiej temperaturze aż do uzyskania całkowicie czystej, stopionej krzemionki. Porównanie początkowej wagi substancji i wagi stopionej krzemionki pozwala wyznaczyć dokładnie zawartość krzemu w próbce.

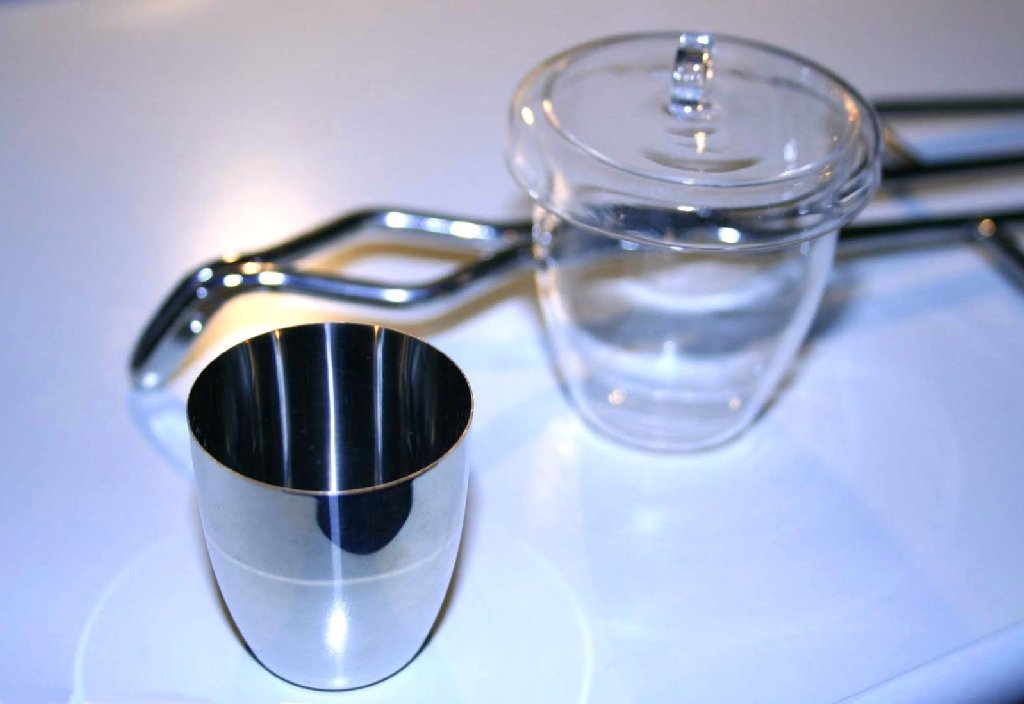
Tygiel platynowy i kwarcowy oraz szczypce do tygli